# Євселевський Лев Ісаакович
Євселевський Лев Ісаакович (нар. 2 січня 1928, Кременчук, УРСР — пом. 24 листопада 2011, Сан-Франциско, США) — історик, краєзнавець, професор, доктор історичних наук, педагог і громадський діяч, автор книг з історії міста Кременчука. Його наукова спадщина становить понад 400 праць.

## Біографія

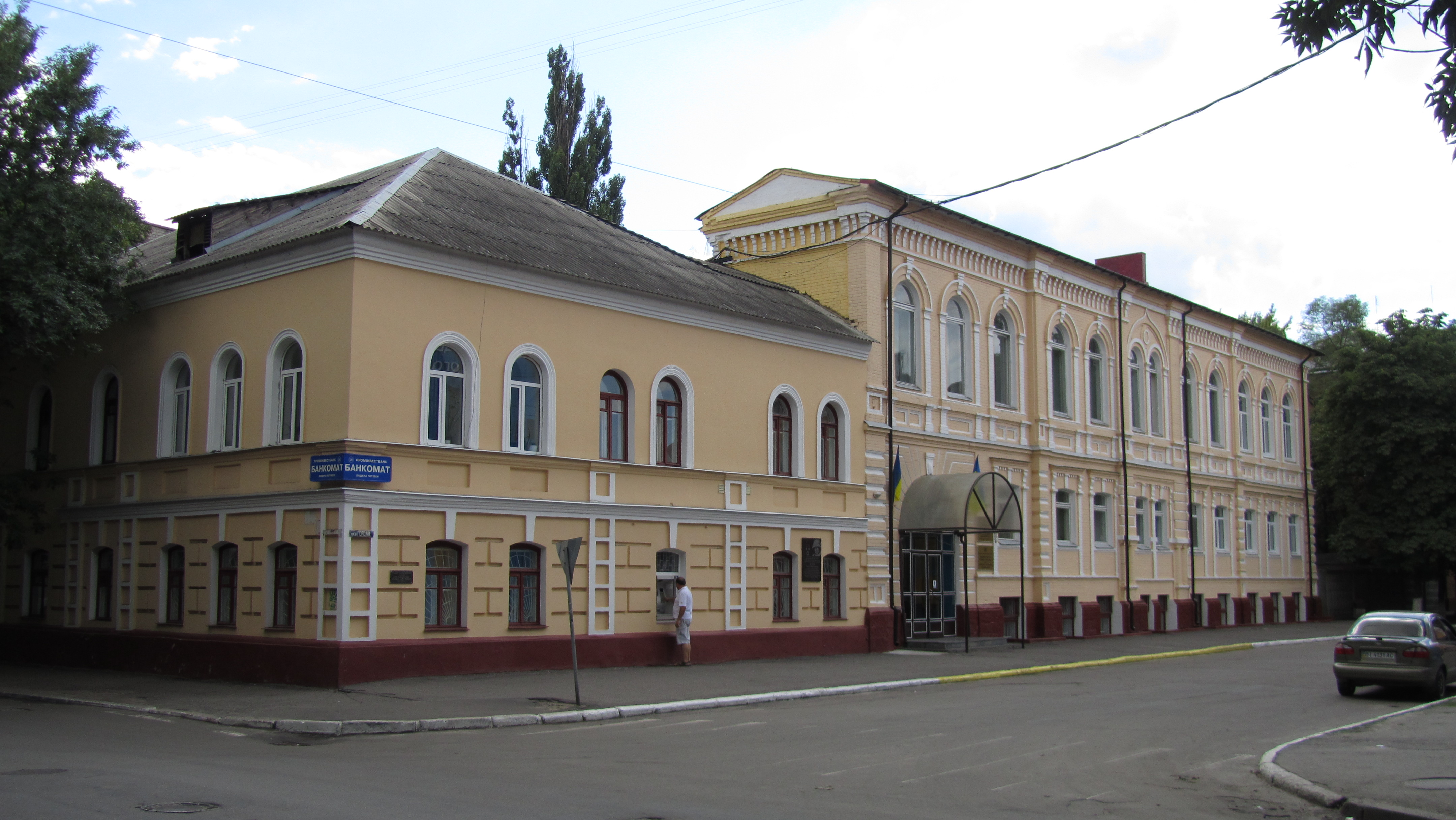
Будівля колишньої школи № 9, у якій навчався Євселевський. Зараз штабні будинки Кременчуцького льотного коледжу

Народився Лев Ісаакович у Кременчуці 2 січня 1928 року в сім'ї службовця. До червня 1941 року навчався в СШ № 9. У воєнні роки, ставши напівсиротою працював в Узбекистані у колгоспі, потім на заводі. Повернувся з евакуації у Кременчук. Закінчив вечірню школу, Полтавський педінститут (1955). Працював на комсомольській і партійній роботі в Кременчуцькому районі.
У 1954 році почав працювати викладачем історії у медичному училищі. Там захопився краєзнавством. Досліджував історію антифашистського підпілля на Кременчуччині. У 1965 році вийшов його перший краєзнавчий нарис про Кременчук. А вже 1966 року — публіцістичний нарис «Чуєш, Дніпре!» про антифашистське підпілля у співавторстві з П. М. Пустовітом та Г. С. Барвінком. За цю книгу її авторам була присуджена обласна комсомольська премія імені Петра Артеменка.
Особливу роль зіграв Євселевський у відродженні Кременчуцького краєзнавчого музею. Це він підняв питання про музей перед міською владою, був активним членом оргкомітету з його створення. У музеї зберігаються свідоцтва Євселевського — члена оргкомітету, копії листів до Міністерства культури, центральних музеїв країни з проханням надати йому допомогу у вирішенні питань, пов'язаних з підготовкою до відкриття музею.
1970 року йому була присвоєна науковий ступінь кандидата історичних наук. Тема дисертації — «Революційна боротьба трудящих Кременчука (кінець XIX — початок ХХ століття)». У цьому ж році Лев Ісаакович перейшов працювати в Кременчуцьку філію Харківського політехнічного інституту (зараз Кременчуцький національний університет). За ініціативи Євселевского або при його безпосередній участі були підготовлені монографії з історії Крюківського вагонобудівного заводу, Кременчуцького заводу дорожніх машин, нафтопереробного та Кременчуцького автомобільного заводів.
Темою його докторської дисертації, яку він захистив 1989 року, була «Історія фабрик і заводів Україні. Історіографія проблеми». Цій проблемі він присвятив близько 50 книг та довідкових матеріалів з краєзнавства. У листопаді 1991 року Євселевскому присвоєно звання професора. 1995 року було видано його історичний нарис «Кременчуччина з давніх часів до XIX століття». Лев Ісаакович тісно співпрацював з краєзнавчим музеєм. Він брав участь у написанні концепції майбутньої експозиції, ділився матеріалами з власної колекції періоду Радянсько-німецької війни, Голодомору, репресій.
Одним з перших серед учених України Лев Євселевський звернувся до аналізу причин і наслідків масових репресій в епоху тоталітаризму. У 1989 році Євселевський ініціював створення місцевого відділення Всеукраїнського історико-просвітницького товариства «Меморіал». Плідною була праця Євселевського у підготовці таких збірок біографічних нарисів, як «Реабілітовані історією», «Репресоване краєзнавство», «Долі людські», серії брошур «Історія Кременчуччини у біографічних нарисах» та ін. За вагомий особистий внесок у розвиток краєзнавства Леву Ісааковичу Євселевському присвоєно звання «Заслужений працівник культури України».
Першим Лев Євселевський опублікував також інші праці з історії міста, які не збігалися з радянською ідеологією в історичній науці — про мера Кременчука, який у період окупації рятував євреїв від розстрілів, а також свідчення про діяльність в Кременчуці українського націоналістичного підпілля — ОУН.
У 1996 році Лев Євселевський переїхав жити до США, в місто Сан-Франциско, де жили його рідні. Проте він продовжував підтримувати тісні зв'язки з науковцями Кременчука, надсилав свої статті на науково-практичні конференції з краєзнавства, що проходили у місті, публікувався у місцевих газетах, продовжував вивчати історію міста. До останніх днів допомагав Кременчуцькому краєзнавчому музею, ділився своїм баченням ролі музею у навчанні.
Лев Ісаакович Євселевський помер у листопаді 2011 року.

## Наукові праці
Автор більше 400 праць. Писав статті на науково-практичні конференції з краєзнавства, публікувався в місцевих газетах.
- «Кременчук. Краєзнавчий нарис»
- «Кременчук. Путівник»
- «Вулицями старого Кременчука»
- «Шлюпки пливуть по Пслу»
- «Нескорені»
- «На рубежах вогненних років»
- «Кременчуччина з давніх часів до XIX століття», 1995 рік
- публіцистичних нарис «Чуєш, Дніпро!» у співавторстві з П. Н. Пустовіт і Г. С. Барвінком
- Був одним з авторів нарису про Кременчук у «Історії міст і сіл України»
- 1970 — кандидатська дисертація дисертації: «Революційна боротьба трудящих Кременчука (кінець XIX — початок ХХ століття)»
- 1989 — докторська дисертація «Історія фабрик і заводів України. Історіографія проблеми»
- Збірка біографічних нарисів «Реабілітовані історією»
- Збірка біографічних нарисів «Репресоване краєзнавство»
- Збірка біографічних нарисів «Долі людські»
- серії брошур «Історія Кременчуччини в біографічних нарисах»

## Нагороди
- Обласна комсомольська премія імені П. Артеменко за публіцистичних нарис «Чуєш, Дніпро!» про антинімецьке підпілля у співавторстві з П. Н. Пустовіт і Г. С. Барвінком.
- За вагомий особистий внесок у розвиток краєзнавства Леву Ісааковичу Євселевському присвоєно почесне звання «Заслужений працівник культури України».

## Вшанування пам'яті
У Кременчуці на будинку, де жив Лев Євселевський за адресою: пров. Дмитра Тьомкіна 1, планують встановити меморіальну дошку.
У місті Кременчук провулок Бригадирівський перейменували на провулок Льва Євселевського.